# 马里国旗
马里國旗是一面由綠、黃、紅三條直條組成的三色旗。其中绿色象征农业、热带草原；黄色象征该国丰富的自然资源和撒哈拉沙漠；红色象征为独立自由而斗争的烈士们所酒下的鲜血。
此三色旗于1961年3月1日启用，它删除了原馬里聯邦旗幟中間的黑色人形圖案（基於佔該國總人口90%的伊斯兰原教旨主义穆斯林強烈反對偶像崇拜的緣故）。
马里国旗易同几内亚国旗混淆，两旗帜均由红、黄、绿三色组成，区别是马里国旗自左至右为绿、黄、红，而几内亚国旗自左至右为红、黄、绿。